# Flaxton
Flaxton è un centro abitato (city) degli Stati Uniti d'America, situato nella Contea di Burke nello Stato del Dakota del Nord. Nel censimento del 2000 la popolazione era di 73 abitanti. La città è stata fondata nel 1900. Il nome deriva dal termine inglese per lino (flax).

## Geografia fisica
Secondo i rilevamenti dell'United States Census Bureau, la località di Flaxton si estende su una superficie di 0,70 km², tutti occupati da terre.

## Popolazione
Secondo il censimento del 2000, a Flaxton vivevano 73 persone, ed erano presenti 19 gruppi familiari. La densità di popolazione era di 100 ab./km². Nel territorio comunale si trovavano 77 unità edificate. Per quanto riguarda la composizione etnica degli abitanti, il 100% era bianco.
Per quanto riguarda la suddivisione della popolazione in fasce d'età, il 21,9% era al di sotto dei 18, il 20,5% fra i 25 e i 44, il 28,8% fra i 45 e i 64, mentre infine il 28,8% era al di sopra dei 65 anni di età. L'età media della popolazione era di 53 anni. Per ogni 100 donne residenti vivevano 108,6 maschi.